# 金喜坤
金 喜坤（キム・ヒゴン、韓国語：김희곤; 1985年11月4日 - ）は、韓国のサッカー審判員。2013年から国際サッカー連盟 (FIFA) 登録の国際審判員としても活動している。
彼はAFCチャンピオンズリーグ、 AFCカップ、 AFFスズキカップで活躍し、サッカーのインストラクターも務めている。
2018年11月28日に行われた大田シチズンと光州FCのKリーグ2プレーオフの第1戦を担当していた が、光州のイ・スンモが前半に大田のユン・ギョンボとの競り合いの際に頭から地上に落ちて意識を失うというアクシデントに遭遇している。